# زمین‌تاج

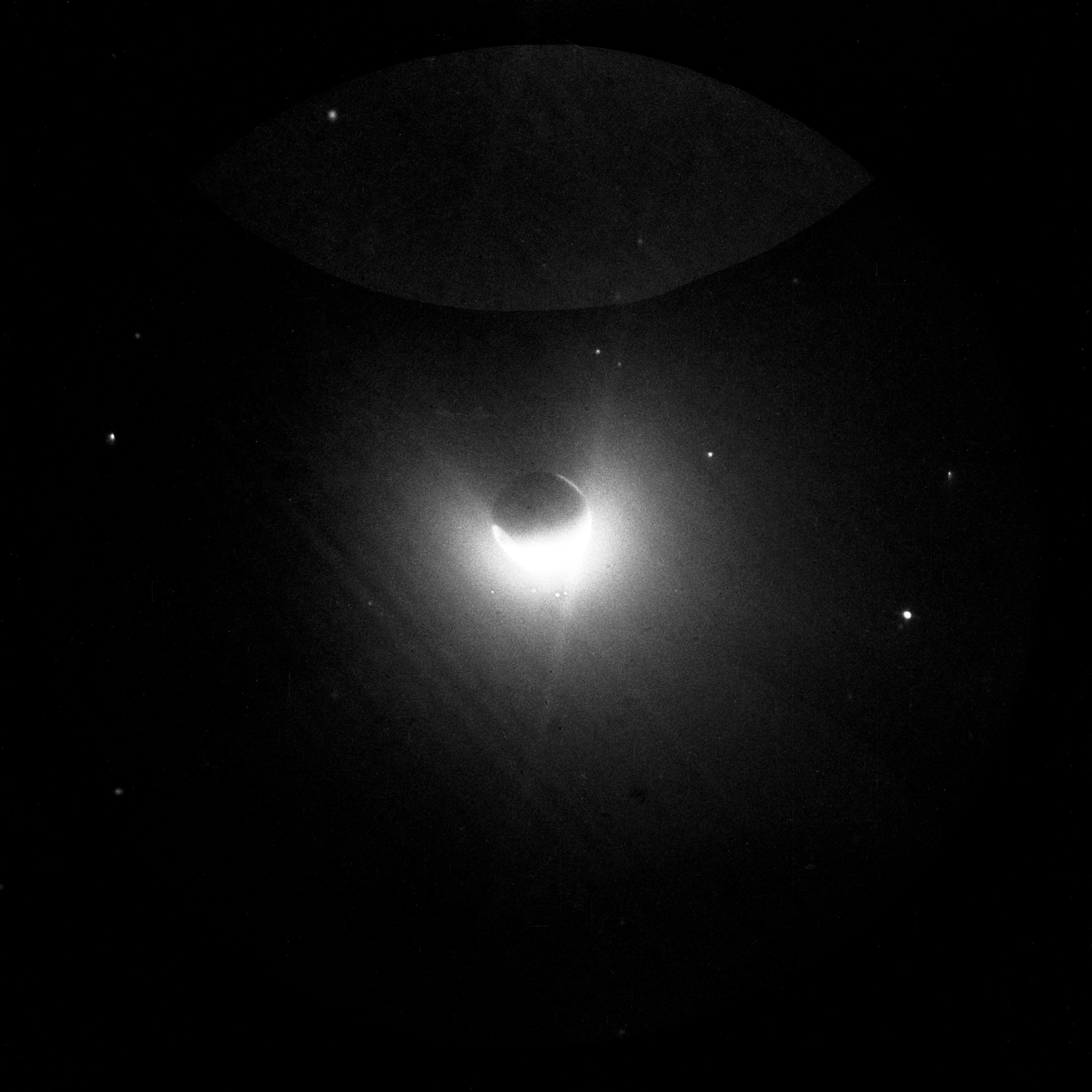
نمای زمین و پوشش هیدروژنی آن یا زمین‌تاج از ماه. این تصویر فرابنفش در سال ۱۹۷۲ طی مأموریت فضانوردان آپولو ۱۶ بر روی ماه گرفته شده‌است.

زمین‌تاج (به انگلیسی: Geocorona) به بخش درخشان بیرونی‌ترین منطقه جو زمین یعنی اگزوسفر گفته می‌شود. این بخش در درجه نخست با نور فرابنفش دور (سری لیمان) خورشید که از خط هیدروژن پراکنده‌شده، دیده می‌شود. زمین‌تاج از فاصله حداقل ۱۵٫۵ برابری شعاع زمین و احتمالاً تا حدود ۱۰۰ برابر شعاع زمین گسترده شده‌است.
زمین‌تاج از ماورای جو زمین، توسط ماهواره‌های آسترید و فضاپیمای گالیلئو با استفاده از طیف‌سنج فرابنفش و طی یک پرواز کناری زمین مطالعه شده‌است.